# Waverly (Virgínia)
Waverly é uma cidade  localizada no estado norte-americano de Virginia, no Condado de Sussex.

## Demografia
Segundo o censo norte-americano de 2000, a sua população era de 2309 habitantes.
Em 2006, foi estimada uma população de 2207, um decréscimo de 102 (-4.4%).

## Geografia
De acordo com o United States Census Bureau tem uma área de
7,9 km², dos quais 7,9 km² cobertos por terra e 0,0 km² cobertos por água. Waverly localiza-se a aproximadamente 34 m acima do nível do mar.

## Localidades na vizinhança
O diagrama seguinte representa as localidades num raio de 28 km ao redor de Waverly.